# Austrotriton epitrema
Austrotriton epitrema is een slakkensoort uit de familie van de Cymatiidae. De wetenschappelijke naam van de soort werd voor het eerst geldig gepubliceerd in 1877 door Tenison Woods als Ranella epitrema.